# U.S. National Championships 1959
Die 79. U.S. National Championships fanden vom 4. bis zum 13. September 1959 im West Side Tennis Club in Forest Hills in New York, USA statt.
Titelverteidiger im Einzel waren Ashley Cooper bei den Herren sowie Althea Gibson bei den Damen. Im Herrendoppel waren Alex Olmedo und Ham Richardson, im Damendoppel Jeanne Arth und Darlene Hard die Titelverteidiger. Neale Fraser und Margaret Osborne duPont waren die Titelverteidiger im Mixed.

## Herreneinzel
Setzliste
| Nr. | Spieler      | Erreichte Runde |
| --- | ------------ | --------------- |
| 01. | Alex Olmedo  | Finale          |
| 02. | Neale Fraser | Sieg            |
| 03. | Barry MacKay | Viertelfinale   |
| 04. | Rod Laver    | Viertelfinale   |

| Nr. | Spieler             | Erreichte Runde |
| --- | ------------------- | --------------- |
| 05. | Ramanathan Krishnan | Achtelfinale    |
| 06. | Luis Ayala          | Viertelfinale   |
| 07. | Earl Buchholz       | Achtelfinale    |
| 08. | Roy Emerson         | Achtelfinale    |